# Otamaton

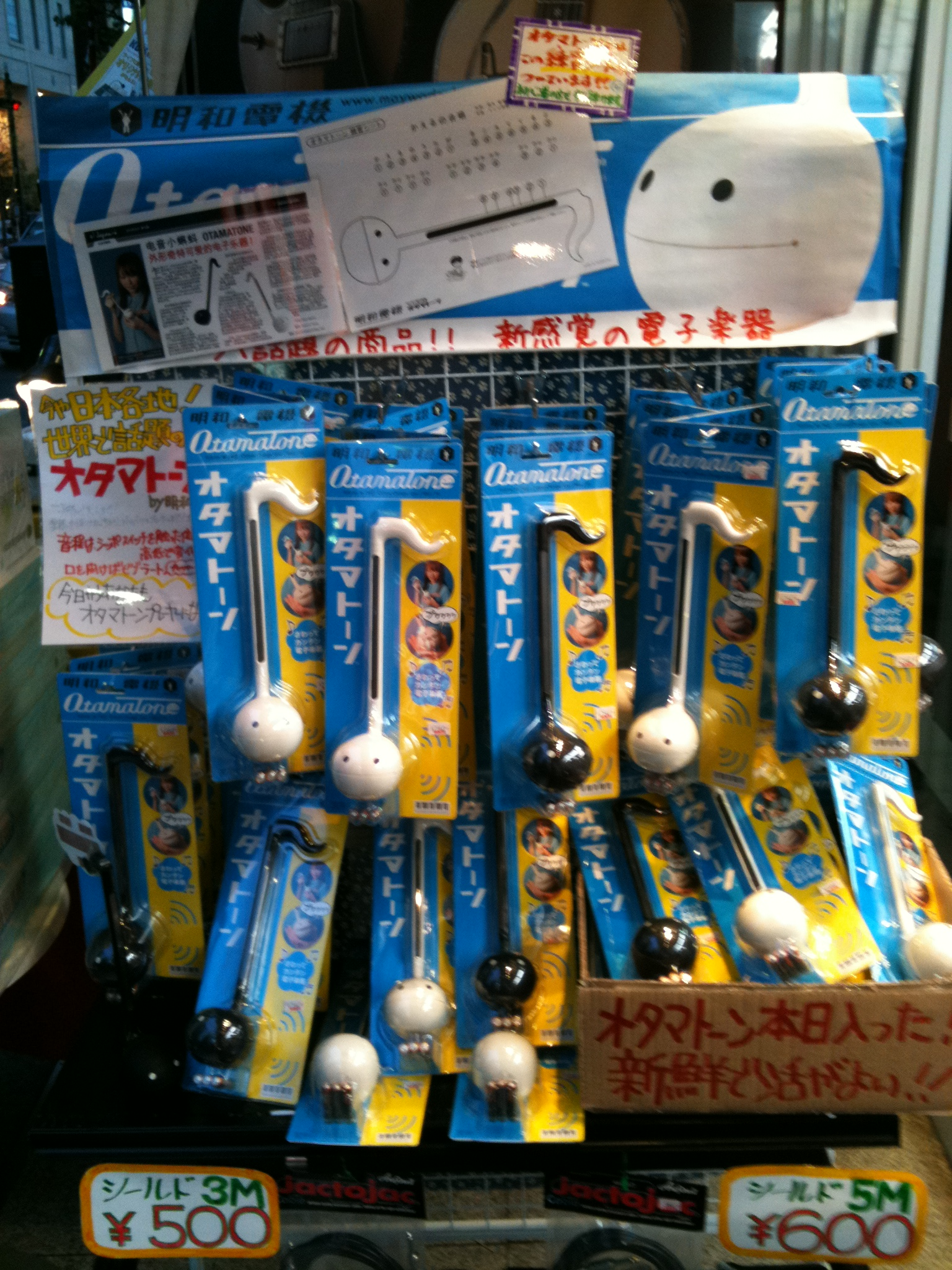
Otamatony

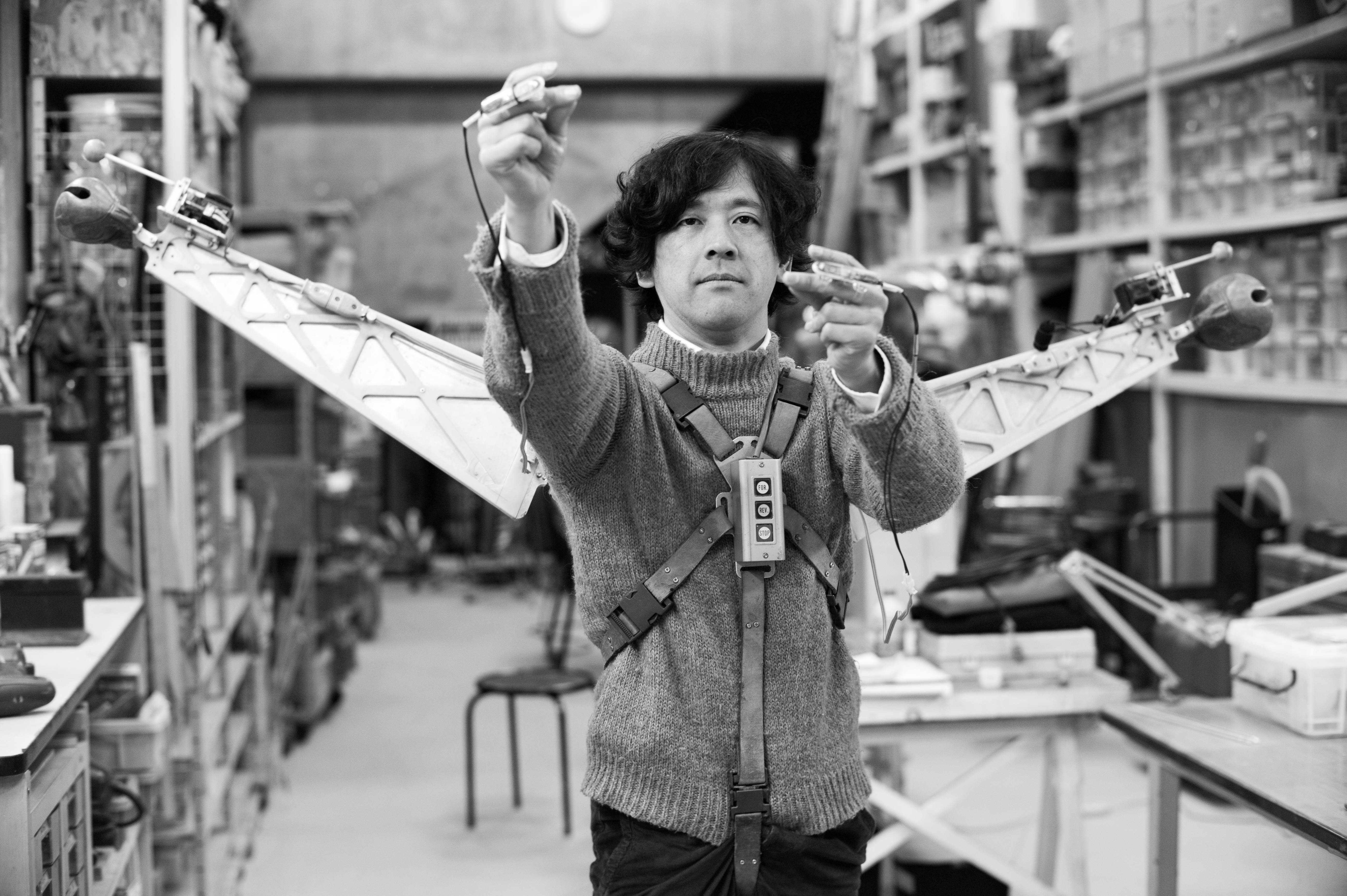
Nobumichi Tosa, 2013

Otamaton (jap. オタマトーン otamatōn; ang. otamatone) – instrument muzyczny (syntezator), w kształcie ósemki (♪), stworzony przez firmę Maywa Denki. Swoim brzmieniem przypomina theremin.

## Historia
Sakaichi Tosa założył w 1969 roku firmę Maywa Denki Ltd. w mieście Akō, w prefekturze Hyōgo. Nowa firma była podwykonawcą koncernów Toshiba i Matsushita Electric (Panasonic). Produkowała lampy próżniowe i rozwinęła się w średniej wielkości przedsiębiorstwo, które w szczytowym okresie zatrudniało ponad 100 pracowników. Firma musiała zamknąć swoją działalność w 1979 roku z powodu trudności finansowych pod wpływem tzw. „szoku naftowego”.
W 1993 roku dwaj synowie Sakaichiego, Masamichi i Nobumichi, reaktywowali firmę, ale całkowicie zmienili jej profil, tworząc „jednostkę artystyczną”. Zgodnie z własnym hasłem: „Zrób to, aby podbić, weź to, aby podbić”, wymyślili i opracowali różne produkty, w tym serię instrumentów muzycznych.
Otamatony zostały wypuszczone na rynek 1 grudnia 2009 roku. 
W styczniu 2021 roku jeden z uczestników programu TV hiszpańskiej „Got Talent España 2021” został „nagrodzony” „złotym przyciskiem” za wykonanie „Nessun dorma” z opery Turandot Giacomo Pucciniego.